# Городской дом творчества (Ростов-на-Дону)
Городской дом творчества (полное название «Муниципальное автономное учреждение города Ростова-на-Дону „Городской Дом Творчества“») ― учреждение культуры города Ростова-на-Дону.

## История
Дом творчества расположен в бывшем «Доходном доме купца Антимонова» (в некоторых источниках — «Жилой дом купца Антимонова»). Здание упоминается в архивных документах как постройка 1890-х годов.
На первом этаже дома находились залы для встречи и угощения гостей, на втором этаже — небольшой зрительный зал для концертных и театральных мероприятий, на третьем этаже жила обслуга. В подвальной части дом Антимонова были четыре винных погреба по 200 м² каждый.
Фасадная часть дома выходит на улицу Темерницкую (ранее — улица Морская), тыльная часть — на улицу Серафимовича (ранее улица Книжная), где находились постоялый двор, ещё одни винные погреба, а на первом и втором этажах жили гости. Арочный въезд для гужевого транспорта сохранился до сих пор, а сквозная арка из внутреннего двора на Темерницкую улицу заложена кирпичом, двор застроен жилыми постройками.
Здание сохранилось по настоящее время, часто менялась его ведомственная принадлежность, когда в 1998 году его перепрофилировали в культурное учреждение — муниципальный «Городской дом творчества», впоследствии реорганизованный в 2003 году в муниципальное автономное учреждение «Городской Дом Творчества». Первым его директором стал Можаев С. И. Руководителем Городского дома творчества Ростова-на-Дону в настоящее время является Рудакова Алла Николаевна.